# بریگیته روده
بریگیته روده (آلمانی: Brigitte Rohde؛ زادهٔ ۸ اکتبر ۱۹۵۴) دونده اهل آلمان بود.